# Ripiegamento (chimica)

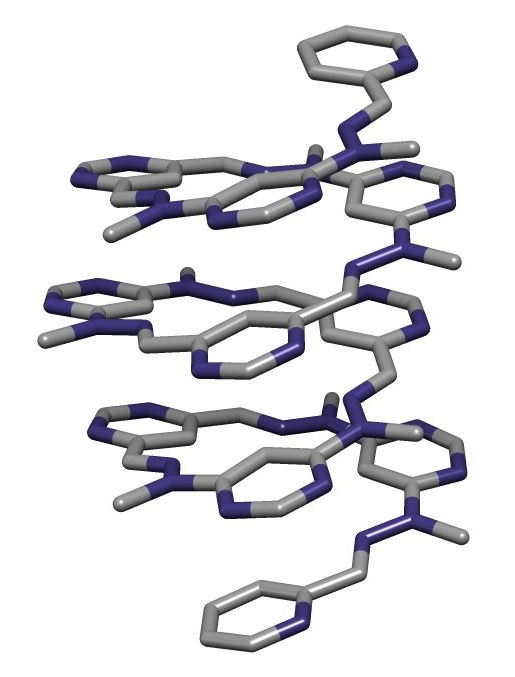
Struttura cristallina di un foldamero riportato da Lehn et al.

In chimica il ripiegamento è il processo con il quale una molecola assume la propria forma o conformazione. Il processo può essere descritto come un auto-assemblamento intramolecolare dove la molecola è guidata ad assumere una specifica forma attraverso interazioni non covalenti, come legami ad idrogeno, coordinazione di metalli, forze idrofobiche, forze di Van der Waals, interazioni π-π o elettrostatiche.
L'area di maggior interesse nello studio del ripiegamento molecolare riguarda il processo di ripiegamento delle proteine, attraverso il quale una specifica sequenza di amminoacidi si converte nella struttura secondaria e terziaria di una proteina, definendone così la sua forma tridimensionale. L'analisi della conformazione ripiegata della proteina può consentire la comprensione delle sue funzioni e la progettazione di farmaci in grado di influenzare il processo biologico in cui è coinvolta.
C'è anche un alto interesse nella costruzione di proteine ripiegate artificiali o foldameri. Essi sono studiati come modelli di molecole biologiche e come applicazioni potenziali allo sviluppo di nuovi materiali funzionali.